# Heřman IV. Bádenský
Heřman IV. Bádenský (1135 – 13. září 1190, nedaleko Antiochie) byl markrabě veronský a bádenský z dynastie Zähringenů.

## Život
Narodil se rjako syn Heřmana III. Bádenského a Berty, dcery Šimona I. Lotrinského. Okolo roku 1162 se oženil s Bertou, dcerou hraběte Ludvíka Tübingenského.
Spolu s císařem Fridrichem I. Barbarossou se zúčastnil obléhání Milána a bitvy u Legnana.
Byl také účastníkem třetí křížové výpravy a zemřel ve Svaté zemi nedaleko Antiochie.
| Předchůdce: Heřman III. | Znak z doby nástupu | Bádenský markrabě 1160–1190 | Znak z doby konce vlády | Nástupce: Heřman V. |

| Předchůdce: Heřman III. | Znak z doby nástupu | Veronský markrabě 1160–1190 | Znak z doby konce vlády | Nástupce: Heřman V. |